# Singha
Singha (тай. สิงห์) — світле пиво, яке виробляється в Таїланді компанією Singha Corporation Co. Ltd. Сінгха вперше був зварений у 1933 році. У 1939 році пиво було офіційно схвалене королем Рамою VIII, який дозволив використовувати королівський символ Гаруду на пляшках пива. Пиво компанії Singha доступне у більш ніж 50 країнах світу  як у стандартній (5% ABV), так і в полегшеній (3,8%) версіях.